# یوکیئو ادانو
یوکیئو ادانو ((به ژاپنی: 枝野 幸男, Edano Yukio)؛ زادهٔ ۳۱ مهٔ ۱۹۶۴) سیاستمدار اهل ژاپن است.